# 侯古堆1号墓
侯古堆1号墓（こうこたいいちごうぼ）は、中国の河南省固始県で発見された春秋時代の墓。1978年に発掘された。墓主は30歳前後の女性で、男性5人女性12人の計17人の陪葬者があった。

## 出土文物
主墓坑からは、大量の青銅礼器や生活用具や漆器が出土した。木製の棺の周囲には肩輿や楽器が置かれていた。
陪葬坑からは「番子臣周」の銘文をもつ編鐘が出土している。